# Го Вейян
Го Вейян  (кит.: 郭伟阳, 1 лютого 1988) — китайський гімнаст, олімпійський чемпіон.

## Виступи на Олімпіадах
| Олімпіада   | Дисципліна       | Місце   |
| ----------- | ---------------- | ------- |
| Лондон 2012 | абсолютний залік | 29 r1/2 |
| Лондон 2012 | командний залік  | 1       |
| Лондон 2012 | вільні вправи    | 70 r1/2 |
| Лондон 2012 | паралельні бруси | 53 r1/2 |
| Лондон 2012 | перекладина      | 18 r1/2 |
| Лондон 2012 | кільця           | 42 r1/2 |
| Лондон 2012 | кінь             | 47 r1/2 |